# Ellesmere
Ellesmere är en stad i civil parish Ellesmere Urban, i norra delen av kommunen Shropshire i England. Orten har 3 223 invånare (2001). Ellesmere var en civil parish fram till 1894 när blev den en del av Ellesmere Urban och Ellesmere Rural. Civil parish hade 5 507 invånare år 1891. Staden nämndes i Domedagsboken (Domesday Book) år 1086, och kallades då Ellesmeles.